# 交叉体位

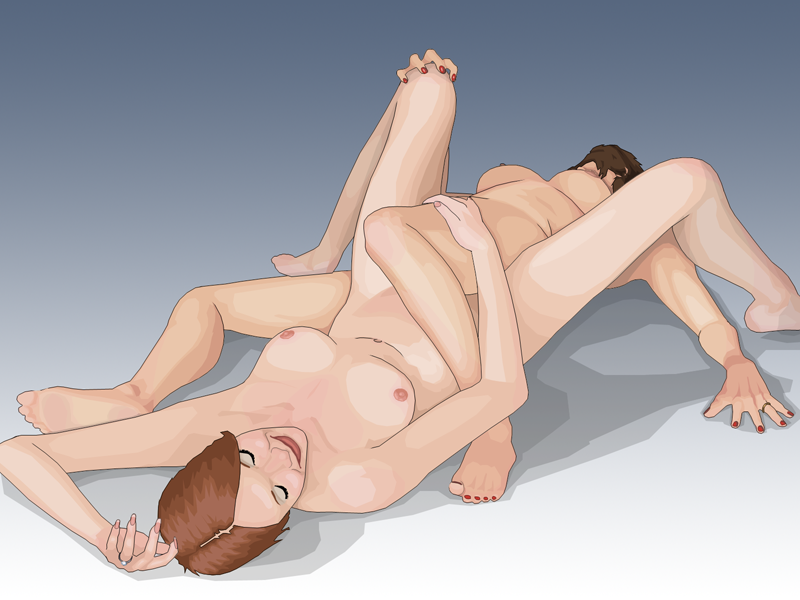
交叉体位

交叉体位，是一种性交姿势，是女性之间或男女的脚互相交叉，使双方的性器官结合。其中女性之間的交叉體位又稱女陰摩擦。
男性和女性使用这种体位，因为阴道的方向和阴茎的方向有所偏离，所以会对阴道壁产生压力，但是对阴茎所产生的反作用力可能会导致阴茎折叠症。女性之间使用这种体位可以使用双头振荡器。